# Torbat-e Heydarieh
Torbat-e Heydarieh (em persa: تربت حيدريه, também romanizada como Torbat-e Ḩeydarīyeh, Torbat-e Heydari, Turbat-i-Haidari, e Turbet-i-Haidari) é uma cidade do Irão, no leste do país. É a capital do condado homónimo, na província de Razavi Khorasan (Coração Razavi). Em 2006 tinha 119390 habitantes, em 31869 famílias.
O nome Torbat na língua persa significa local de sepultura, pelo que o nome completo da cidade significa local de sepultura de Heydar, devido a Qotboddin Heydar, um místico Sufi cujo túmulo se situa no coração da cidade.
Antigamente a cidade também era conhecida como Zaveh e no século XIX era conhecida como Torbat-e Ishaq Khan ou Torbat-e Isa Khan em homenagem a Ishaq Khan Qaraei, o poderoso chefe dos Turcos Qarai locais, que governou Torbat-e Heydarieh e Khaf de 1801 a 1816. Situa-se no centro da província de Khorasan e é famosa por ser o maior centro produtor de açafrão do mundo.

## Galeria de imagens

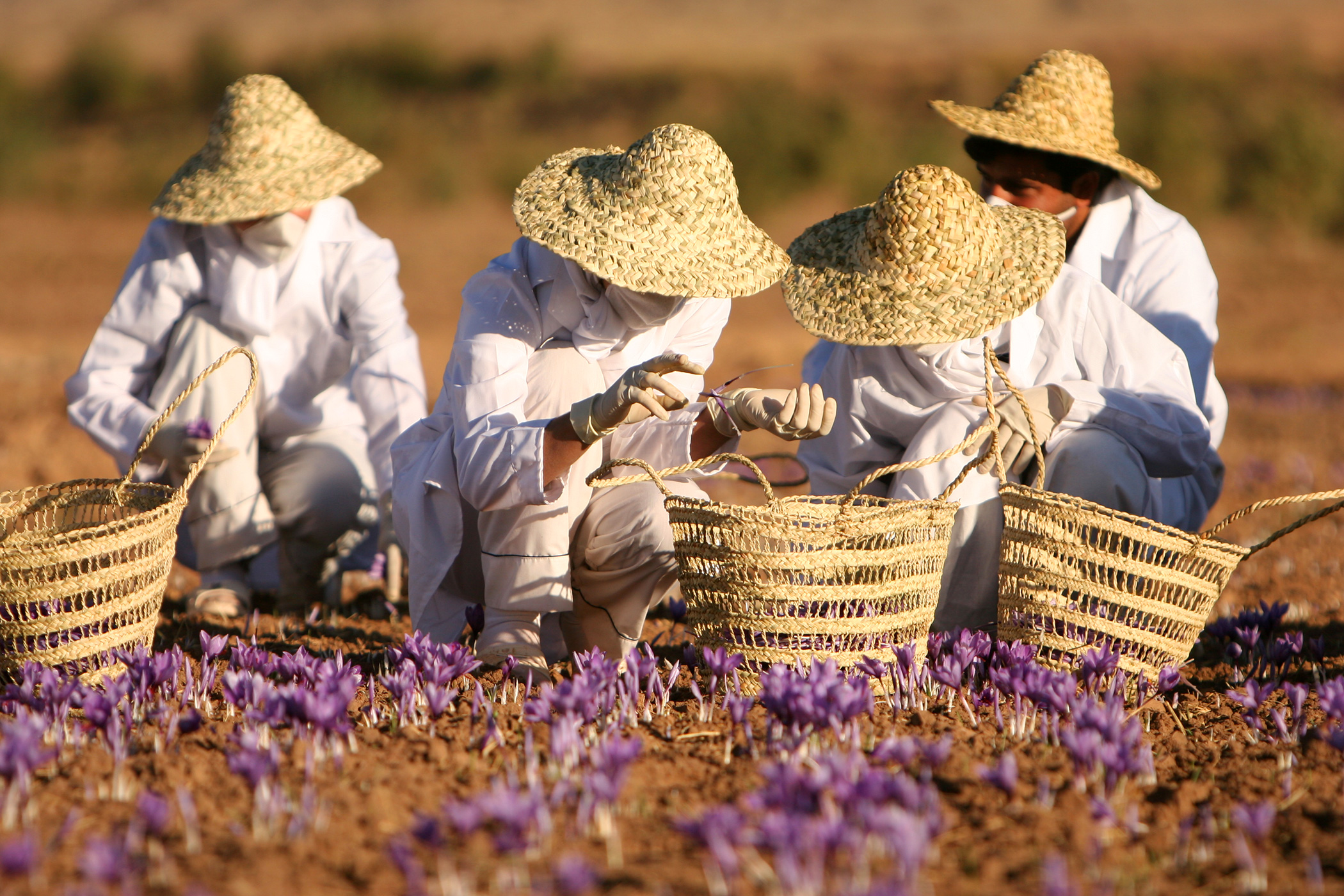
Colheita de açafrão em Torbat-e Heydarieh